# Hrabstwo Gilmer (Georgia)

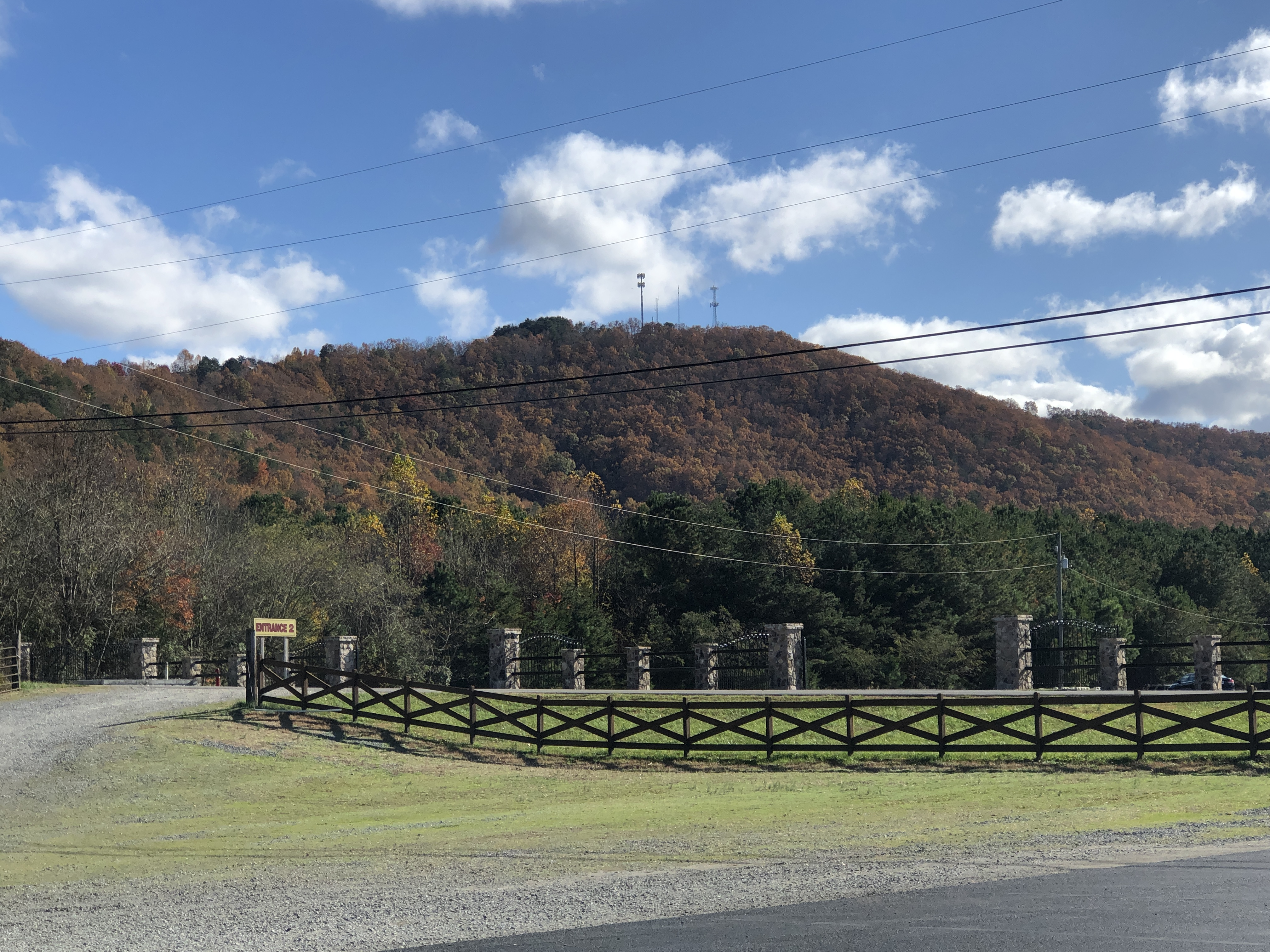
Góra Talona

Hrabstwo Gilmer (ang. Gilmer County) – hrabstwo w stanie Georgia w Stanach Zjednoczonych. Jego siedzibą administracyjną jest Ellijay.

## Geografia
Według spisu z 2000 obszar całkowity hrabstwa obejmuje powierzchnię 431,83 mil2 (1118,43 km²), z czego 426,69 mil2 (1105,12 km²) stanowią lądy, a 5,14 mil2 (13,31 km²) stanowią wody.

### Miejscowości
- Ellijay
- East Ellijay

### CDP
- Cherry Log

### Sąsiednie hrabstwa
- Hrabstwo Fannin (północ)
- Hrabstwo Dawson (południowy wschód)
- Hrabstwo Pickens (południe)
- Hrabstwo Gordon (południowy zachód)
- Hrabstwo Murray (zachód)

## Demografia
Według spisu w 2020 roku hrabstwo liczy 31,4 tys. mieszkańców, co oznacza wzrost o 10,8% od poprzedniego spisu z roku 2010. 84,7% stanowiły białe społeczności nielatynoskie, 12,5% to Latynosi, 1,5% to Afroamerykanie, 1,3% było rasy mieszanej, 0,7% deklarowało pochodzenie azjatyckie, 0,7% to rdzenna ludność Ameryki i 0,5% pochodziło z wysp Pacyfiku.
Do największych grup należały osoby pochodzenia irlandzkiego (16%), angielskiego (14,6%), niemieckiego (13,5%) „amerykańskiego” (9,8%), meksykańskiego (6,7%), szkockiego lub szkocko–irlandzkiego (4,8%), gwatemalskiego (3,6%), włoskiego (3,4%) i francuskiego (3%).

## Polityka
Hrabstwo jest bardzo silnie republikańskie, gdzie w wyborach prezydenckich w 2020 roku, 81,3% głosów otrzymał Donald Trump i 17,7% przypadło dla Joe Bidena.

## Religia
W 2020 roku, 7,7% mieszkańców deklarowało członkostwo w Kościele katolickim.